# London Bridge (stacja metra)
London Bridge – podziemna stacja metra w Londynie, położona w dzielnicy Southwark, obok dworca kolejowego London Bridge Station. Została otwarta w 1900 r. jako część Northern Line. W latach 90. XX w. poddano ją rozbudowie w ramach prac nad przedłużeniem Jubilee Line, której pociągi po raz pierwszy zatrzymały się na niej 17 października 1999. W czasie prac budowlanych odkryto zakopane w ziemi fragmenty starożytnej rzymskiej ceramiki. Część znalezisk można oglądać w budynku stacji. 
Ze stacji korzysta ponad 56,6 mln pasażerów rocznie. Należy do pierwszej strefy biletowej.